# Kongregation der Töchter der göttlichen Liebe

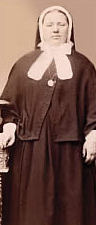
Gründerin Franziska Lechner (1833–1894)

Die Kongregation der Töchter der göttlichen Liebe (lat.: Congregatio Filiae Divinae Caritatis, Ordenskürzel: FDC) ist eine römisch-katholische Ordensgemeinschaft und wurde von Schwester Franziska Lechner gegründet.

## Geschichte
Am 21. November 1868 erhielt Schwester Franziska Lechner die Erlaubnis zur Gründung der Gemeinschaft. Die Statuten wurden am 18. März 1871 vom erzbischöflichen Ordinariat in Wien anerkannt. Am 1. Februar 1869 wurde das erste Mutterhaus bezogen, das jungen, mittellosen Frauen ein Dach über dem Kopf, Verpflegung und eine Ausbildung bot. Später wurden Kindergärten, Grundschulen, mittlere und höhere Lehranstalten in allen größeren Städten der damaligen k.u.k. Monarchie gegründet.
Am 26. Juli 1884 wurde die Kongregation von Rom rechtlich anerkannt. Beim Tode von Mutter Lechner im Jahre 1894 waren bereits fast 600 Schwestern der Kongregation beigetreten und in 30 Gemeinschaften in den verschiedenen Ländern der Donaumonarchie aktiv.
Die Ordensschwestern engagierten sich in besonderer Weise in der Bildungsarbeit und in der Gründung von Kindergärten und Schulen überall in der Donaumonarchie. Heute gehören etwa 1.280 Schwestern (Stand: 31. August 2005) in Europa, Nord- und Südamerika und einer Missionsstation in Afrika (in Uganda) der Kongregation an. Insgesamt ist sie in 19 Ländern aktiv, sieben Niederlassungen befinden sich in Österreich.

## Ordensgebäude
- Das Mutterhaus mit der Muttergotteskirche befindet sich jetzt in der Jacquingasse im 3. Wiener Gemeindebezirk Landstraße.
- seit 1873 Kloster St. Josef Breitenfurt bei Wien

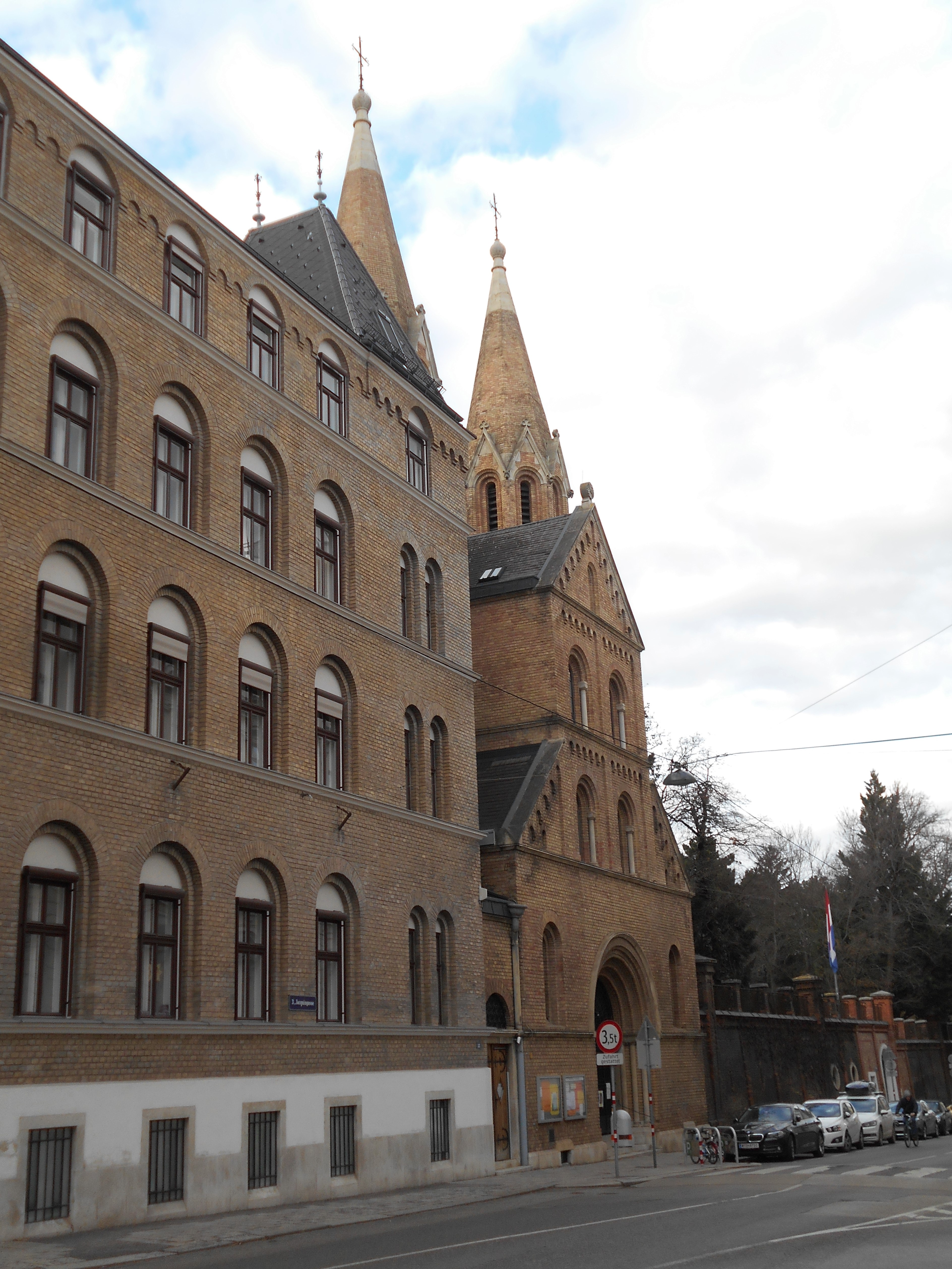
Kloster in der Jacquingasse
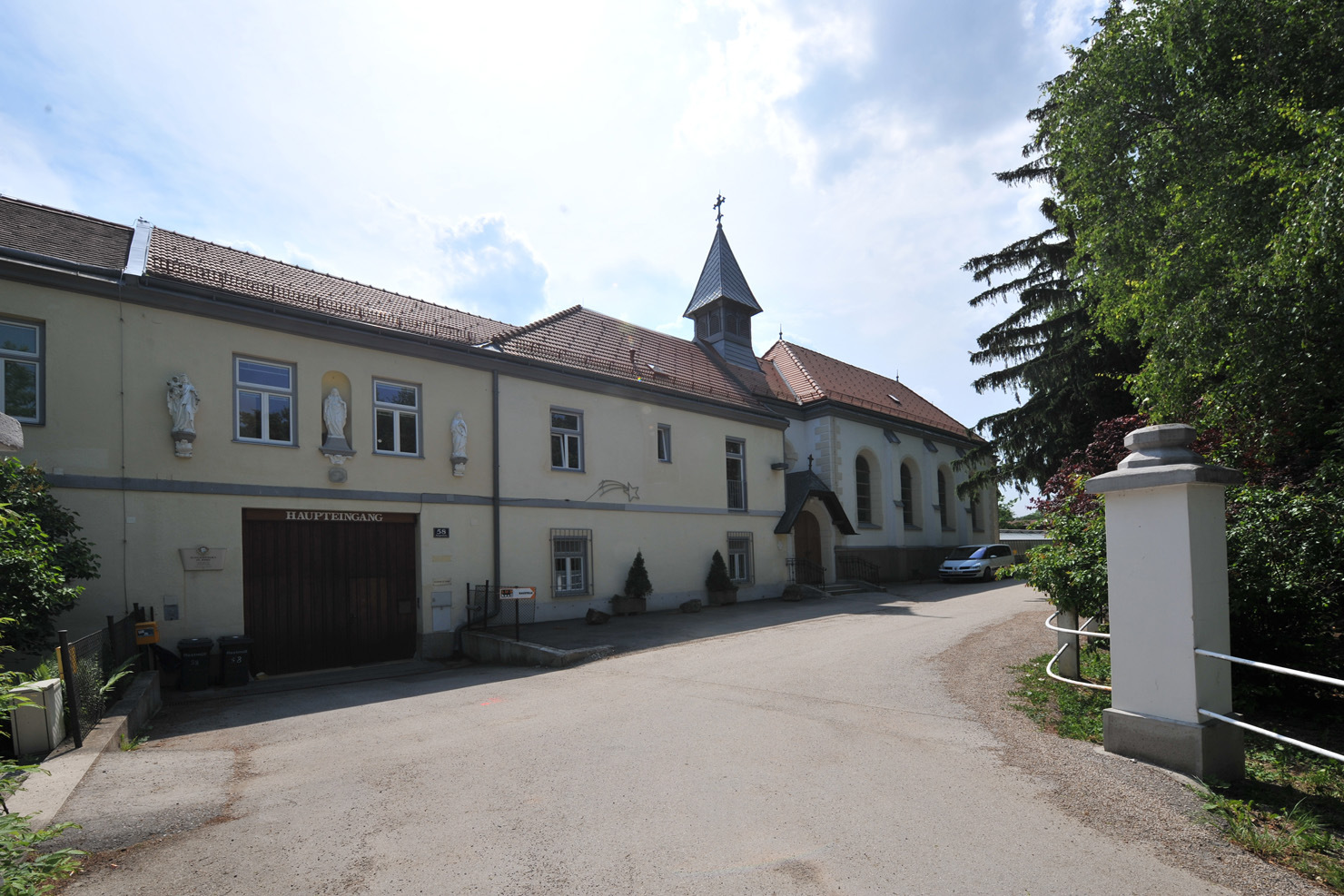
Kloster in Breitenfurt